# I Just Can't Wait to Be King
Wacht maar af totdat ik koning ben (Engels: I just Can't Wait to Be King) is een lied uit de Disneytekenfilm De Leeuwenkoning, die in 1994 werd uitgebracht.
Het nummer was gecomponeerd door Tim Rice (tekst) en Elton John (muziek) en werd in de Engelstalige versie gezongen door Jason Weaver, Laura Williams en Rowan Atkinson.
Wacht maar af totdat ik koning ben wordt aan het begin van de film door de jonge Simba en Nala gezongen om de vogel Zazu enerzijds te plagen en te zorgen dat ze van hem afgeraken, zodat ze naar het olifantenkerkhof kunnen gaan, en hem anderzijds te laten zien dat Simba koning wil worden en hiermee zijn vader opvolgt. Laura Williams (jonge Nala) zingt slechts twee zinnen in het nummer. Het liedje is een soort dialoog tussen Simba en Zazu.
Het nummer was te horen in de verfilming van 2019, uitgevoerd door JD McCrary, Shahadi Wright Joseph en John Oliver.